# Australian Centre for the Moving Image
L’Australian Centre for the Moving Image, aussi connu sous l'acronyme ACMI, est un centre australien situé à Melbourne qui a pour vocation de célébrer, explorer et favoriser la richesse culturelle et créative de l'image en mouvement sous toutes ses formes : cinéma, télévision, jeux vidéo, et la culture numérique.
L’ACMI propose un calendrier dynamique d'expositions primées aussi bien australiennes qu'internationales, des films, des festivals, des événements en direct, des ateliers créatifs, des programmes d'éducation et de collecte de ressources. Elle propose aussi une exposition permanente (gratuite) ainsi que des expositions tournantes (le costume à Hollywood par exemple).
Elle dispose d’une médiathèque riche en œuvres cinématographiques et télévisuelles.

## Histoire
À ses débuts, l'ACMI est le centre cinématographie de l'état du Victoria, fondé sous le nom de « the State Film Centre » en 1946.

## Galerie

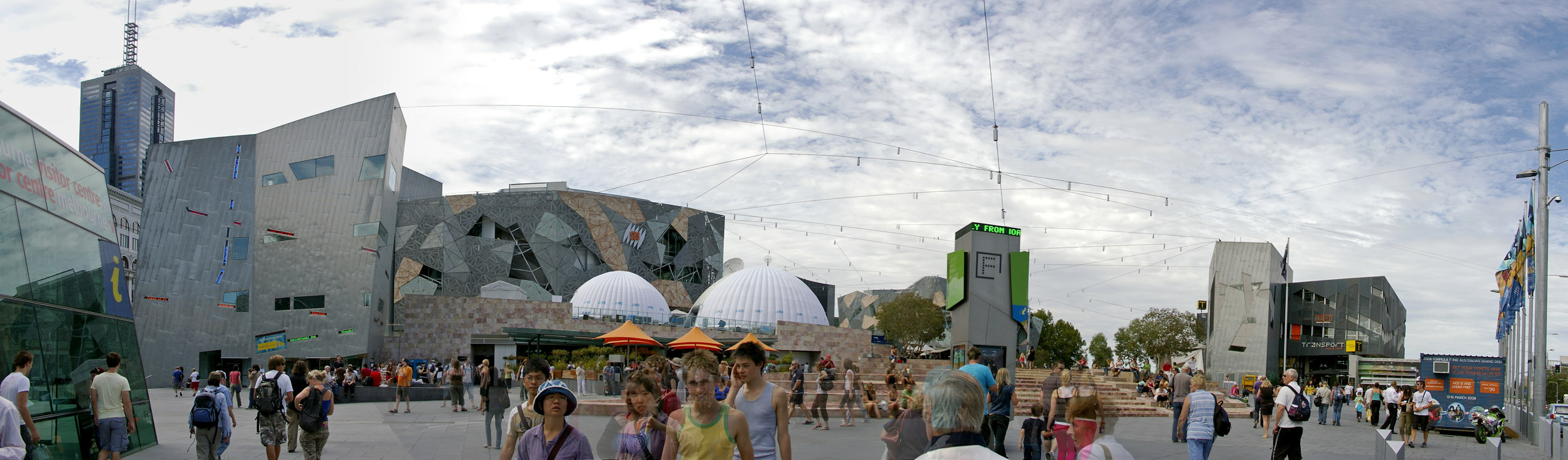
Panorama de Federation Square. L'ACMI se trouve à gauche.